# Edward Elgar Publishing
Edward Elgar Publishing ist ein britischer Wissenschaftsverlag für Bücher und Fachzeitschriften aus Cheltenham. Er wurde 1986 gegründet und befindet sich in Familienbesitz; ein weiterer Standort ist in Northampton, Massachusetts. Das Verlagsprogramm umfasst mehr als 4.500 Bücher bei ca. 300 Neuerscheinungen pro Jahr aus dem Bereich der Rechts- und Sozialwissenschaften, insbesondere der Wirtschaftswissenschaften, darunter auch die US-amerikanische Wirtschaftsnobelpreisträgerin Elinor Ostrom.
Der Name des Verlags kommt von seinem Gründer und hat nichts zu tun mit dem bekannten Komponisten Edward Elgar.

## Wissenschaftliche Zeitschriften
- Journal of Human Rights and the Environment
- Queen Mary Journal of Intellectual Property
- Review of Keynesian Economics
- Leadership and the Humanities
- European Journal of Economics and Economic Policies